# Reforma económica soviética de 1973

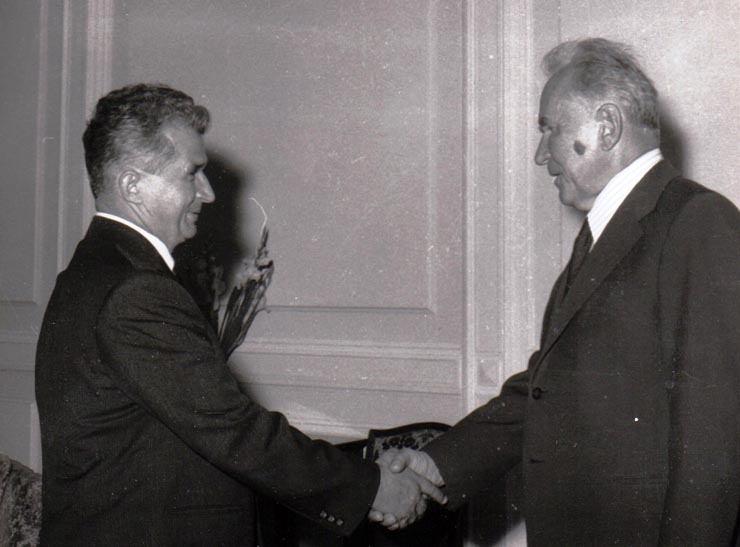
Alekséi Kosyguin (derecha) estrechando la mano del líder comunista rumano Nicolae Ceaușescu el 22 de agosto de 1974.

La reforma económica soviética de 1973 fue una reforma económica iniciada por Alekséi Kosyguin, presidente del Consejo de Ministros. Durante el gobierno de Leonid Brézhnev en la Unión de Repúblicas Socialistas Soviéticas (URSS), la economía soviética comenzó a estancarse; Algunos historiadores se refieren a este período como la Era del Estancamiento. Después de la fallida reforma de 1965, Kosygin inició otra reforma en 1973 para mejorar los poderes y funciones de los planificadores regionales mediante el establecimiento de asociaciones. La reforma nunca se implementó completamente y los miembros del liderazgo soviético se quejaron de que ni siquiera se había implementado completamente en el momento de la reforma de 1979.

## Intenciones
La reforma fue ratificada en abril de 1973. La intención de Alekséi Kosyguin con la reforma era debilitar indirectamente los poderes y funciones de los ministerios centrales mediante el establecimiento de asociaciones a nivel de gobierno republicano y local. Las asociaciones recién creadas debían aumentar la cooperación entre empresas en asuntos tan importantes como la tecnología, la innovación y la educación. Cada asociación debía estar especializada. Una ineficiencia típica de la planificación soviética fue que cada empresa estaba agobiada por una producción excesiva.

## Implementación
La implementación de la reforma fue lenta. En la década de 1980, una década después de que se iniciara la reforma, todavía se estaban estableciendo nuevas asociaciones. Altos funcionarios soviéticos comentaron el problema cuando se inició la reforma de 1979. Los planificadores y economistas locales de los años 1980 todavía se quejaban de que tenían muy poco poder en el funcionamiento diario de sus economías locales. La literatura especializada demostró que el objetivo principal de la reforma no había cumplido con los estándares esperados.
Si la reforma se hubiera implementado plenamente, habría dado a las asociaciones republicanas y locales un margen de maniobra considerable en la gestión económica. Los ministerios centrales perdieron influencia mediante la abolición de los glavki, departamentos de alto nivel que albergaban a administradores y planificadores capacitados, y el nivel por debajo de los ministerios centrales se habría fortalecido; la fusión de empresas en asociaciones les habría proporcionado un portavoz común con experiencia económica. La reforma habría aumentado la influencia de la dirección política y del Comité Estatal de Planificación (Gosplan). El historiador Jan Åke Dellenbrant señala que una "razón no oficial" para la reforma fue debilitar intencionadamente a los ministerios centrales, que habían sido acusados de detener el progreso económico.
La fusión de empresas en asociaciones se logró mediante una campaña muy controvertida para los estándares soviéticos. La campaña se llevó a cabo con un espíritu de desracionalización, lo que agravó e incluso perjudicó los objetivos altamente racionales del plan. La estructura industrial de la economía se volvió aún más desracionalizada y, por tanto, más complicada. Los Ministerios Centrales se opusieron a la pérdida de empresas por la creación de asociaciones, y a los directivos de las empresas no les gustaba ceder la mayor parte de su autoridad a los presidentes de las asociaciones. Los funcionarios locales del partido se mostraron escépticos a la hora de convertir las plantas en subsidiarias locales, porque la producción de las plantas no se incluiría en las estadísticas de producción anual de las repúblicas o regionales. Otro problema fue que las células locales del partido afirmaron que fueron informadas demasiado tarde sobre la implementación de la reforma.

### Falla
La reforma tuvo el efecto secundario de debilitar aún más los poderes de los planificadores regionales sobre la política industrial. En 1981, aproximadamente la mitad de la industria soviética se había fusionado en asociaciones con un promedio de cuatro empresas miembros en cada asociación. Un problema era que una asociación normalmente tenía sus miembros repartidos en diferentes raiones, provincias e incluso repúblicas, lo que agravaba la planificación de localización del Comité de Planificación Estatal.
Las asociaciones recién establecidas hicieron que el sistema económico soviético fuera aún más complejo. Muchas asociaciones aumentaron la producción entre las empresas miembros, como la planta de automóviles Gor'kii en Leningrado, que fue utilizada como "ejemplo modelo" por el Comité Central del Partido Comunista de la Unión Soviética (PCUS) para demostrar una buena asociación y una Organización del Partido Primario unificado (PPO). La planta Gor'kii no compartía los mismos problemas que otras asociaciones, ya que todos sus miembros estaban ubicados en la misma ciudad. Las relaciones entre una asociación y el Ministerio Público eran mucho más tensas si la asociación tenía miembros en un área geográfica amplia.
La reforma tuvo el efecto de alterar la tradicional asignación de recursos del PCUS entre agencias territoriales e industriales. Kommunist, un periódico soviético, señaló que las OPP que supervisaban asociaciones con miembros en una amplia área geográfica tendían a perder contacto con el partido local y las organizaciones de fábrica, lo que les impedía trabajar con eficacia.